# إديث سميث (ضابط شرطة)
إديث سميث - Edith Smith (21نوفمبر 1867 – 26 يونيو 1923) أول ضابطة شرطة في المملكة المتحدة تتمتع بسلطة اعتقال كاملة.

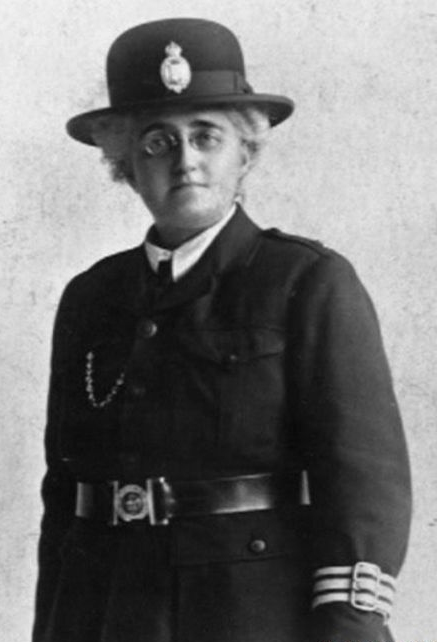
إديث سميث - Edith Smith

## المولد والنشأة
ولدت إديث سميث في 21 نوفمبر 1876، في أوكستون، بيركينهيد. كانت واحدة من ستة أبناء لجيمس سميث وزوجته هارييت. في عام 1897 تزوجت  من القرطاسية وبائع التبغ ويليام سميث، وانجبا ثلاث بنات وابن، ثم توفى زوجها عام 1907.

## حياتها المهنية
عملت إديث سميث لبعض الوقت كخادمة بريدية فرعية. وفقًا لتعداد عام 1911، انتقلت سميث إلى لندن وكانت تتدرب لتصبح قابلة. في ذلك الوقت، كانت بناتها قد إلتحقنَّ بمدارس مختلفة، أما عن إبنها فكان في دار للأيتام بالقرب من بلاكبيرن.  بعد ذلك بفترة قصيرة، شغلت منصب رئيسة في دار لرعاية المسنين.
في عام 1914, تم تجهيز The Women's Police Volunteers) WPV) – والتي كان يعمل بها متطوعون مثل سميث - والتي أسستها نينا بويل ومارجريت دامر داوسون، اللتين اختلفتا حول دورها في مكافحة الدعارة في لندن وأماكن أخرى. في فبراير 1915، مع ترك بويل المنظمة أصبحت داوسون المسئولة عن الشرطة النسائية (WPS) ورئيسة لها بمفردها.
استمرت  سميث مع WPS وفي أغسطس 1915 تم تعيينها كأول شرطية شرطية في إنجلترا مع كامل سلطة الاعتقال. كانت واجباتها التعامل مع القضايا التي تشارك فيها النساء، كما كانت مهتمة بمحاولة تقليل عدد البغايا في غرانثام اللواتي جذبتهن قاعدة الجيش القريبة.

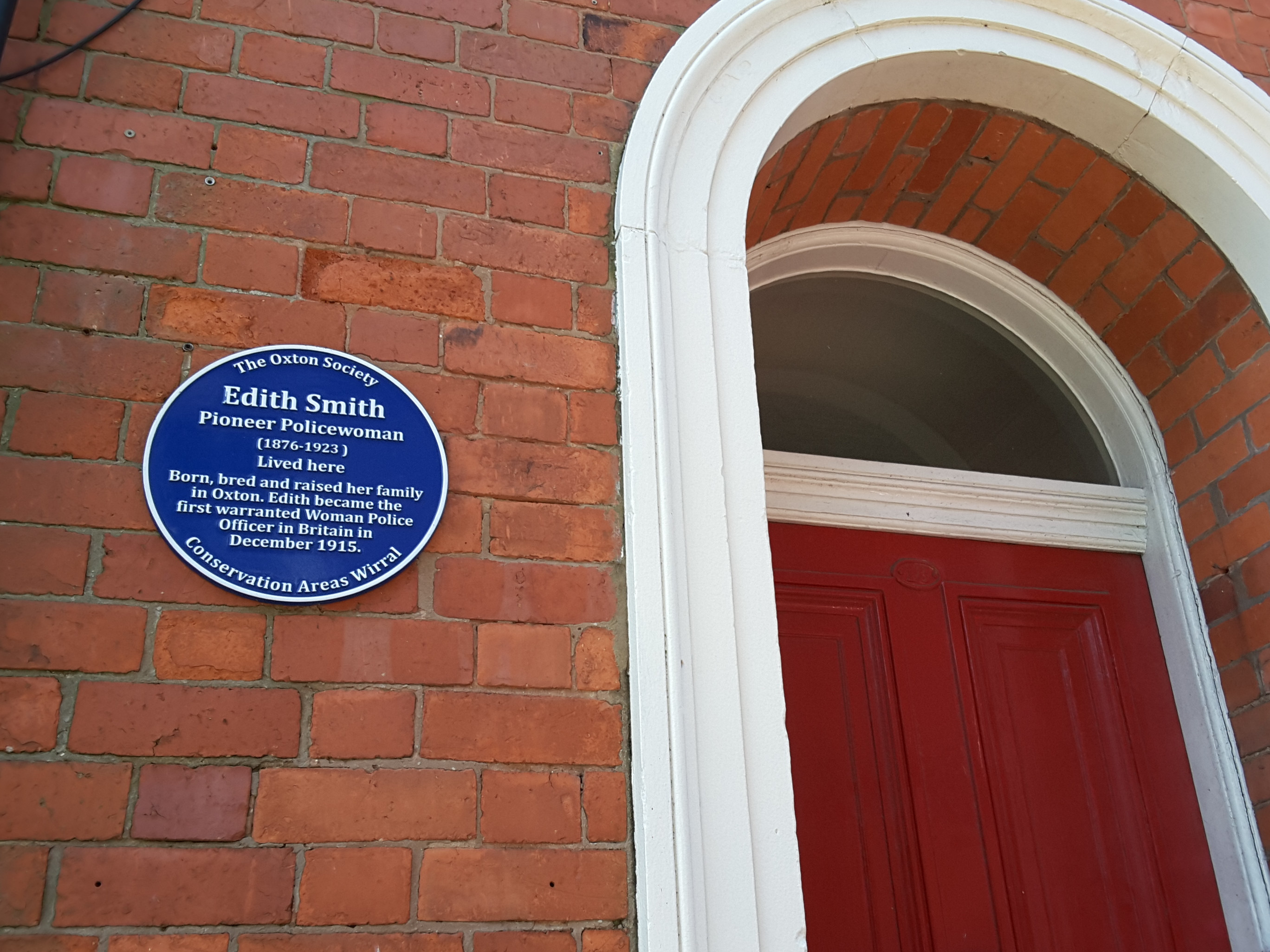
2018 تم وضع هذه اللوحة زرقاء على منزلها في Oxton

حصلت إديث سميث على راتب 28 شلن (1.40 جنيه إسترليني) في الأسبوع.  وفي أبريل 1917 ، تم رفع هذا المبلغ إلى 2 10 شلن (2.50 جنيه إسترليني في الأسبوع). كان هذا أكثر من أقدم رجل شرطة في القوة ويرجع ذلك إلى أن «واجباتها كانت مرهقة للغاية» بالإضافة إلى أنها كانت ممرضة مؤهلة أيضًا.
في عام م 1916، حذرت ضابطة الشرطية سميث 100 فتاة متمردة في حالات السرقة وكذلك 16 امرأة و 15 فتاة تم العثور عليهن في حالة سُكر، كما تمت إدانة عشر بغايا، وتم تسليم 10 إلى والديهن، و 50 تم تحذيرهن.
كتبت سميث عن الوقت الذي أمضته في غرانثام: «لقد أحدث التعيين فرقًا كبيرًا - وجدت البغايا أنه بلا عائد، وانحنيت الفتيات الطائشات.»
سافرت سميث في جميع أنحاء بريطانيا لإلقاء محاضرات حول عمل المرأة الشرطية في المؤتمرات وكتابة الكتيبات. حيث أن شرعية الشرطيات غالبًا ما كانت موضع تساؤل خلال الحرب العالمية الأولى وكان ذلك بسبب وضعهن غير الواضح وسلطاتهن المحدودة. كما أنه تم ترك وظائفهن في أيدي رئيس الشرطة الفردي الأمر الذي رتب وجود نزعة محافظة شديدة في بعض المناطق ووجود تجديدات جريئة في مناطق أخرى.
في عام 1918م، غادرت إديث سميث WPS  - والتي تم إعادة تسميتها بعد الحرب ب خدمة المساعدة للمرأة (بالإنجليزية Women's Auxiliary Service) – بسبب مشكلة في الصدر وذلك بعد العمل سبعة أيام في الأسبوع لمدة عامين.
ظلت إديث سميث، حتى يناير 1919، الممرضة الرئيسية في دار لينديس للمسنين (Lindis Nursing Home)، طريق دودلي في جرانثام، حيث كانت تعمل سبعة أيام في الأسبوع.
انتقل سميث بعد ذلك إلى رونكورن في شيشاير للعمل في جمعية التمريض، والتي كانت منخفضة الموارد المالية، ولذلك ومن أجل جمع الأموال ألقت المحاضرات؛ ونظمت الحملات الإعلامية، وأجرت دروسًا مختصرة. ومع ذلك؛ كانت هناك بعض المخاوف المحلية من الذين «لم يشتكوا من أعمال التمريض إنما من أساليبها».

## وفاتها
في  26 يونيو عام 1923، توفيت إديث سميث لأخذ جرعة زائدة من المروفين، وكان ذلك بعد مرور خمس سنوات من تركها الشرطة. وقد أصدر الطبيب الشرعي حكمًا بأنها إنتحرت جراء إصابتها بالجنون المؤقت.
وقد تم إحياء ذكرى حياتها في متحف جرانثامز. والجدير بالذكر أن قبرها في مقبرة هالتون في رونكورن كان بدون أي علامات، وذلك حتى عام 2018  حيث أطلقت شرطياتان حملة لجمع التبرعات من أجل شراء شاهد قبر لها.
وتشارك إديث سميث قبرها مع ابنة أختها، مارجوري، التي توفيت عن عمر يناهز عامين في اليوم العاشر بعد وفاة سميث.

## ذكرى
في عام 2014 ، تم الكشف عن لوحة زرقاء على جدار مبنى السجن القديم بين جرانثام جيلدهول ومتحف جرانثام حيث كانت تعمل إديث سميث كشرطية. وقد قالت نائبة رئيس الشرطة هيذر روتش، من شرطة لينكولنشاير: «لقد أمضت وقتًا في التعرف على الأشخاص في منطقتها وفهمت تمامًا مفهوم» ضبط الأمن في الحي" ".
في 16 يونيو 2018 ، تم وضع هذه اللوحة زرقاء في 18 بالم هيل، في أوكستون، حيث عاشت إديث.وقد تم كشف النقاب عن اللوحة بواسطة حفيدتها مارجريت سميث.
و في 8 مارس 2019 ، نُصبت اللوحة الزرقاء على قاعة كنيسة القديسة ماري، قرية هالتون، رنكورن، في موقع البيوت القديمة التي كانت تعيش فيها إديث وقت وفاتها.